# 螳螂河 (沂河)
螳螂河，位于中国山东省沂源县，是沂河左岸支流，发源于沂源县西北部鲁山南麓，东南流经董家庄、土门镇和沂源县城，在县城南注入沂河。全长27公里，流域面积187平方公里。流域内有沂源溶洞群和沂源猿人化石遗址。